# Glaphyromorphus cracens
Espèce
Synonymes
- Sphenomorphus cracens Greer, 1985

Glaphyromorphus cracens est une espèce de sauriens de la famille des Scincidae.

## Répartition
Cette espèce est endémique du Queensland en Australie.

## Publication originale
- Greer, 1985 : A new species of Sphenomorphus from northeastern Queensland. Journal of Herpetology, vol. 19, no 4, p. 469-473.